# Duna TV
Duna TV, Duna Televízió (з угор. «Дунайське телебачення») — угорська суспільна телекомпанія. Почала своє мовлення як інформаційний телеканал для угорських громад в прикордонних країнах. Потім була об'єднана з MTV (Magyar Televízió), дослівно «Угорське телебачення» та перейшла в державну власність.

## Історія
Телекомпанія Duna TV з'явилася у грудні 1992 року, того ж року почалося її супутникове мовлення. Основною метою телеканалу ставилося мовлення для угорських громад у країнах, що межують із Угорщиною. Трохи пізніше телеканал почав мовити 24 години на добу. З 2004 року мовить у Північній та Південній Америках та Австралії. 2006 року запущено канал Duna World під ім'ям Autonomy TV. 
У 2010 році було подано заявку на вступ до Європейського мовного союзу після того, як з фінансових причин Угорщина відмовилася від участі у Пісенному конкурсі Євробачення, а Угорське телебачення не побажало транслювати конкурс. У вступі Duna TV Європейський союз мовлення відмовляє, оскільки у 2011 році Угорське телебачення оголосило про продовження трансляції конкурсу. 
1 липня 2016 року об'єднана з MTV, MR та Угорським телеграфним агентством.

## Телеканали

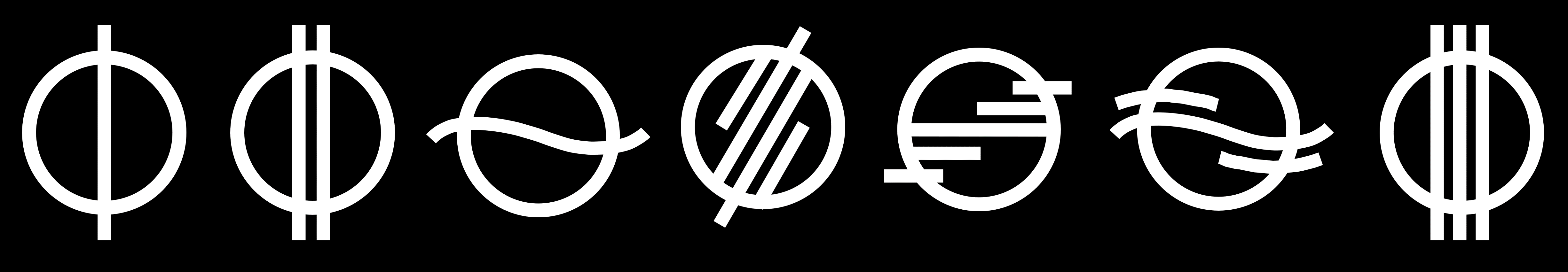
Логотипи споріднених телеканалів зліва направо: М1, М2 Duna TV, M4 Sport та М4 Sport +, М5, Duna World, M3

- Duna TV
- Duna World

## Логотипи
Телеканал змінив три логотипи. Нинішній — четвертий за рахунком.